# ジョッキークラブ (アメリカ合衆国)
アメリカ合衆国に於けるジョッキークラブ(Jockey Club、American Jockey Club)とは、アメリカ合衆国の競馬およびカナダの競馬に於いての「競走馬の血統の管理」を筆頭に競馬に関する様々な事業を行うことで競馬の普及を目指す団体である。

## 概要
現在存在するジョッキークラブは元々は本家イギリスのジョッキークラブのような国全体の競馬を統括する組織を目指して1894年に設立された。その目論見通り、各騎手・調教師への免許の交付権などの大きな権力を持った組織としてアメリカ競馬を統括していたが、1930年代にアメリカ各州において競馬委員会が成立したことでその影響力を減退させ、更に1951年のニューヨーク州に於ける裁判でそれまで与えられていた権限が没収されてしまい、統括団体ではなくなった。
現在ではアメリカンスタッドブックの発行や競走馬登録のような事務的なこと及びエクイベース（アメリカ競馬の大規模なデータベース）の運営など競馬に関する様々な事業を行っている。

## 歴史
17世紀前半から半ばにかけて、イギリスからアメリカに競馬が持ち込まれ、各植民地での人気スポーツとなっていた。これらの運営はそれぞれの植民地でバラバラであり、統一されたルールなどは全く存在しなかった。これに対して1735年にはサウスカロライナ州チャールストンでジョッキークラブが設立され、競馬のルール作りを行った。この後にも各州でいくつかのジョッキークラブが作られており、ある程度の統率力を発揮した。ただしあくまで地域単位での話であり、全アメリカ的に見れば混沌とした状態が続いていた。
その後もアメリカの競馬は発展を続け、1865年にニューヨーク州ではレナード・ジェロームとオーガスト・ベルモントの二人（それぞれジェロームステークスとベルモントステークスに名を残している）が中心になってジェロームパーク競馬場を開設、同時にアメリカン・ジョッキークラブを発足させた。この組織はそれまでのジョッキークラブとは違い、全国的な統括組織を目指して作られたものであり、それまでの競馬のギャングが支配する不正とピューリタンたちの反競馬運動に対抗するべく競馬の健全化に取り組んだ。この試みは少なくとも部分的には成功し、ジェロームパーク競馬場では八百長も薬物もなかったと評されている。
しかしジェロームが1891年に死去。アメリカン・ジョッキークラブも対立していたニューヨーク・ジョッキークラブとの抗争により瓦解した。旧アメリカン・ジョッキークラブが瓦解した後、1894年にジェームズ・ロバート・キーンを筆頭に当時の大馬主たちが集まって新生アメリカン・ジョッキークラブが設立される。
アメリカン・ジョッキークラブは競馬のルールを制定、更に翌1895年にはニューヨーク州裁判所からこのルールがニューヨーク州のすべての競馬場に適用されるというお墨付きを得る。さらには全米中の競馬場もこれに倣いアメリカン・ジョッキークラブはアメリカ競馬全体の統括をする権力を手に入れた。
それから40年ほどが経った1930年代にフランクリン・ルーズベルト大統領により各州にそれぞれの州での競馬を統括する競馬委員会が設立され、その権力を大幅に減退させた。ただしこの時点ではまだ各委員会に対して影響力を保持しており、統括団体としてまだ存在していた。
更に第二次世界大戦後の1951年にニューヨーク州で1895年の裁判が覆されてしまい、各種の権利は各州の競馬委員会に譲渡され、ジョッキークラブはその権限のほとんどを喪失。ここに至って全国統括組織としての役割は完全に終えた。

## 主な活動
現在は上述のように各種権限は失っており、その主な活動内容は以下のようなものである。
- 血統書の管理
- 競走馬登録の管理
- アメリカンスタッドブック（英語版）の発行

また下部組織として以下のようなものがある。
- ブラッド・ホースパブリケーションズ（英語版）（ブラッド・ホース誌発行）
- エクイベース（大規模な競馬データベース。サラブレッド競馬場協会との共同）
- エクインライン（血統データベース）
- TJCメディアベンチャー（アメリカズベストレーシングを運営）

#### 新聞記事
外部リンクが無い物は全てニュースペーパーズ・ドットコムを通じて参照したものである。
- “MONMOUTH NEEDS SCCANEL”. ニューヨーク・トリビューン. (1893年8月20日)
- “THE END OF JEROME PARK.; THE AMERICAN SWALLOWED BY THE NEW-YORK JOCKEY CLUB.”. ニューヨーク・タイムズ. (1889年12月10日) 2020年5月11日閲覧。
- “THE END OF JEROME PARK.; A Famous Race Course to be turned into a City Reservoir”. ニューヨーク・タイムズ. (1894年12月30日) 2020年5月11日閲覧。

#### 紙媒体

##### 日本語文献
- 『海外競馬完全読本』東邦出版、2002年。ISBN 4-8094-0261-4。
- Roger Longrigg『競馬の世界史』原田俊治訳、日本中央競馬会弘済会、1976年（原著1972年）。ASIN B000J9355O。

##### 英語文献
- Robert.F.Williams, ed (1989). State Constitutional Law: Cases and Materials : with 1990-91 Supplement. ACIR
  - 電子書籍版 - Robert.F.Williams, ed (1989). State Constitutional Law: Cases and Materials : with 1990-91 Supplement. ACIR
- William N. Thompson (2015). Gambling in America An Encyclopedia of History, Issues, and Society (第2版 ed.). ABC-CLIO. ISBN 978-1-61069-979-2
  - 電子書籍版 - William N. Thompson (2015). Gambling in America An Encyclopedia of History, Issues, and Society. ABC-CLIO. ISBN 978-1-61069-980-8

#### Web媒体

##### 英語文献
- Joan S. Howland (2004年). “Let's Not Spit The Bit In Defense Of "The Law Of The Horse": The Historical And Legal Development Of American Thoroughbred Racing”. 2020年4月19日閲覧。
- “The Jockey Club”. 2020年5月1日閲覧。 - アメリカンジョッキークラブ公式HP
  - “The Jockey Club/About Us/History”. 2020年5月1日閲覧。 - 歴史
  - “The Jockey Club/The American Stud Book Principal Rules and Requirements”. 2020年5月13日閲覧。 - ルールブック
  - “The Jockey Club/Companies”. 2020年5月1日閲覧。 - 関連事業・組織